# باتوشیناتس
باتوشیناتس (به صربی: Batušinac) یک منطقهٔ مسکونی در صربستان است که در مروشینا واقع شده‌است.